# Jan Tinbergen
Jan Tinbergen (ur. 12 kwietnia 1903 w Hadze, zm. 9 czerwca 1994 tamże) – holenderski ekonomista i ekonometryk.

## Życiorys
Studiował na Uniwersytecie w Leiden, tam także obronił doktorat. W latach 1929–1936 pracował w Głównym Biurze Statystycznym, w latach 1936–1938 oddelegowany został do pracy w Lidze Narodów w Genewie. Po II wojnie światowej był dyrektorem Holenderskiego Rządowego Centralnego Biura Planowania w Hadze (1945–1955); w latach 1933–1973 był profesorem w Holenderskiej Szkole Ekonomicznej w Rotterdamie a w latach 1973–1975 na Uniwersytecie Erazma w Rotterdamie.
Zajmował się teoriami cyklu koniunkturalnego i ich zastosowaniem w odbudowujących się po wojnie gospodarkach europejskich, później problematyką pomocy gospodarczej i reform w krajach słabo rozwiniętych gospodarczo oraz zasadami podziału dochodów.
Tinbergen był pionierem, jeżeli chodzi o budowę skomplikowanych modeli opisujących gospodarki narodowe. Stworzył między innymi składający się z 27 równań model opisujący zależności w gospodarce holenderskiej a w wydanej w 1939 roku książce zatytułowanej Business Cycles in the United States, 1919–1932 zaprezentował model gospodarki amerykańskiej składający się z 48 równań i mający na celu ilościową analizę działalności inwestycyjnej oraz cykli koniunkturalnych.
W 1969 wraz z R. Frischem otrzymał pierwszą w historii Nagrodę Banku Szwecji im. Alfreda Nobla w dziedzinie ekonomii za wkład w rozwój ekonometrii – metody mierzenia zależności gospodarczych przy zastosowaniu modeli matematycznych i technik statystycznych.
Jego brat, Nikolaas Tinbergen, był laureatem Nagrody Nobla w dziedzinie medycyny w 1973 roku.
W 1987 r. założony został instytut Tinbergena (Tinbergen Institute), będący wspólną inicjatywą trzech holenderskich uniwersytetów obejmującą: Uniwersytet Erazma w Rotterdamie, Uniwersytet Amsterdamski oraz Wolny Uniwersytet w Amsterdamie. Według Research Papers in Economics instytut jest sklasyfikowany wśród 50 najlepszych instytucji na świecie zajmujących się badaniami ekonomicznymi.
Był członkiem Królewskiej Holenderskiej Akademii Sztuk i Nauk.

## Wybrane prace
- Business Cycles in the United States, 1919–1932 (1939)
- Statistical Testing of Business-Cycle Theories (1939)
- Wprowadzenie do ekonometrii (1941, wydanie polskie 1957)
- International Economic Cooperation (1946)
- On the Theory of Economic Policy (1952)
- Economic Policy: Principles and Design (1956)
- Mathematical Models of Economic Growth (1962)
- Income Distribution. Analysis and Policies (1975)